# 김순옥 (1945년)
김순옥(金順玉, 1945년 11월 18일 ~ )은 김두한의 전처(네번째 옛 부인)였다.

## 생애
김순옥은 1967년 김두한과 혼인하였으며 1969년 아들(김범상)을 낳았다. 1971년 김두한과 이혼을 하였다.

## 가족 관계
- 김두한 : 이전 부군
  - 김순옥 : 본인
    - 김범상 : 아들